# リチャード・チャンセラー
リチャード・チャンセラー（英語: Richard Chancellor 1556年11月10日没）は、イングランドの探検家、航海士。初めて白海を縦断し、イングランド王国とロシア・ツァーリ国の通商路を切り拓いた。

## 生涯

### 前半生
ブリストルで生まれたチャンセラーは、有力なジェントリであったヘンリー・シドニー卿の家庭で育てられた。1550年にはロジャー・ボーデンハム率いるバーク船アーチャー（Aucher）号に見習い水先案内人として乗り込み、東地中海を航海した。また探検家のセバスチャン・カボットや地理学者のジョン・ディーから地理学の知識や航海術を学んだ。カボットは北極回りでアジアへ至るという北東航路の開拓に関心があり、1552年から1553年にかけて主要なパトロンであるノーサンバーランド公ジョン・ダドリーと協力して新天地冒険商人会社を設立していた。彼らは北東航路探検の他に、イングランドで生産される毛織物の新たな市場開拓も目指していた。

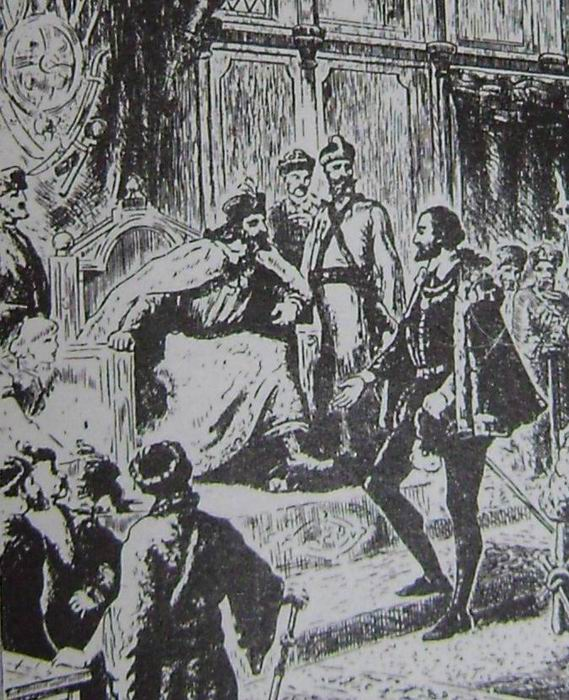
イヴァン4世（左の着座した人物）に謁見するリチャード・チャンセラー（右）

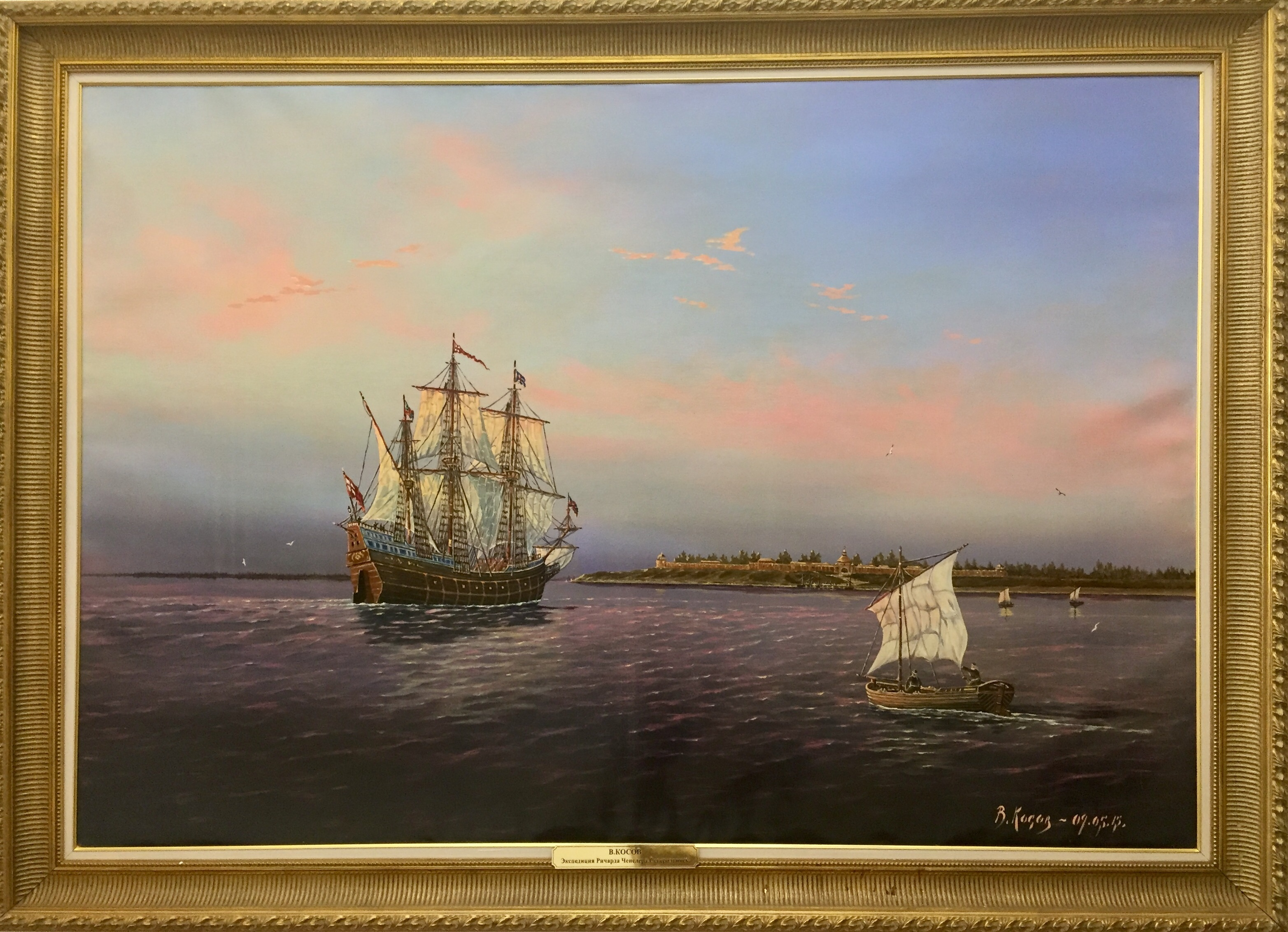
Richard Chancellor's 1553 expedition to Nyonoksa and Yagry V. Kosov 137х198 2015

### 北東航路探検
ヒュー・ウィロビー卿が3隻の船からなる探検隊を率いることになり、「きわめてウィットに富んでいると評判の高い」チャンセラーも航海長として参加することになった。彼らはカボットから、出会った人々すべてに平和的に接し、また日記を欠かさずつけるよう指示された。歴史家・作家のデイヴィッド・ハワースによれば、探検隊は逆風に見舞われて大幅に行程が遅れてしまったものの、 初秋にノルウェー最北域の沖に到達した。しかしここで彼らは激しい嵐に襲われ、チャンセラーが乗るエドワード・ボナヴェンチャー号と、ウィロビーを含む他の探検隊の船2隻は離れ離れになってしまった。ウィロビーらははるか東へ航行してノヴァヤゼムリャを発見したが、コラ半島のムルマンスク東方で越冬に失敗し全滅した。彼らの遺体と日記は、翌春になってロシア人漁民に発見されることになる。一方チャンセラーは、日記に最北域の岬を記録して北岬（ノース・ケープ、ノルウェー語のノールカップの名で知られる）と名付け、エドワード・ボナヴェンチャー号のみを率いてヴァードーに到達した。ここはスカンディナヴィア半島のノルウェー最果ての街で、そこから先には気候が過酷なロシアの海岸が続いていた。ここでチャンセラーはスコットランド人の漁民と出会い、これ以上進むのは危険だと警告された。それでも彼は航海を続け、ついに白海の入り口を発見した。地元住民から得た情報を元に、彼らはドヴィナ川河口に錨を下した。この地は、後にアルハンゲリスクの港湾となる場所である。

### ロシアとの交流
チャンセラーの来訪を知ったロシアのツァーリであるイヴァン4世は、ただちに彼らを遠来の賓客としてモスクワへ招いた。チャンセラーは、モスクワへの1000キロメートル以上の道のりを馬そりで走破し、イヴァン4世に謁見した。彼はモスクワについて、ロンドンよりはるかに大きい街で、ほとんどの家屋が木でできているが、ツァーリの宮殿やそこで自分に供された晩餐は極めて豪華であったと記録している。イヴァン4世は、イングランドなどの諸国と通じる海上交易路が開拓されたことを喜んだ。というのも、当時ロシアはバルト海の沿岸を領しておらず、その近辺を近隣のポーランド=リトアニア共和国やスウェーデンと争っている最中であり、西への出口を持っていなかったからである。またロシアと中央・西欧との交易はハンザ同盟が独占しており、それと無関係な交易路が使えるのは喜ばしいことであった。一方のチャンセラーにとっても、イングランドの毛織物を輸出し、毛皮をはじめとしたロシアの物産と交換できる良好な市場を開拓することが出来たのは成功であった。イヴァン4世はエドワード6世宛てに親書をしたため、チャンセラーに託した。その中には、イングランド王が協議のため顧問官を送ってくるなら、ロシア国内でイングランド商人の自由貿易を認めるという内容も含まれていた。

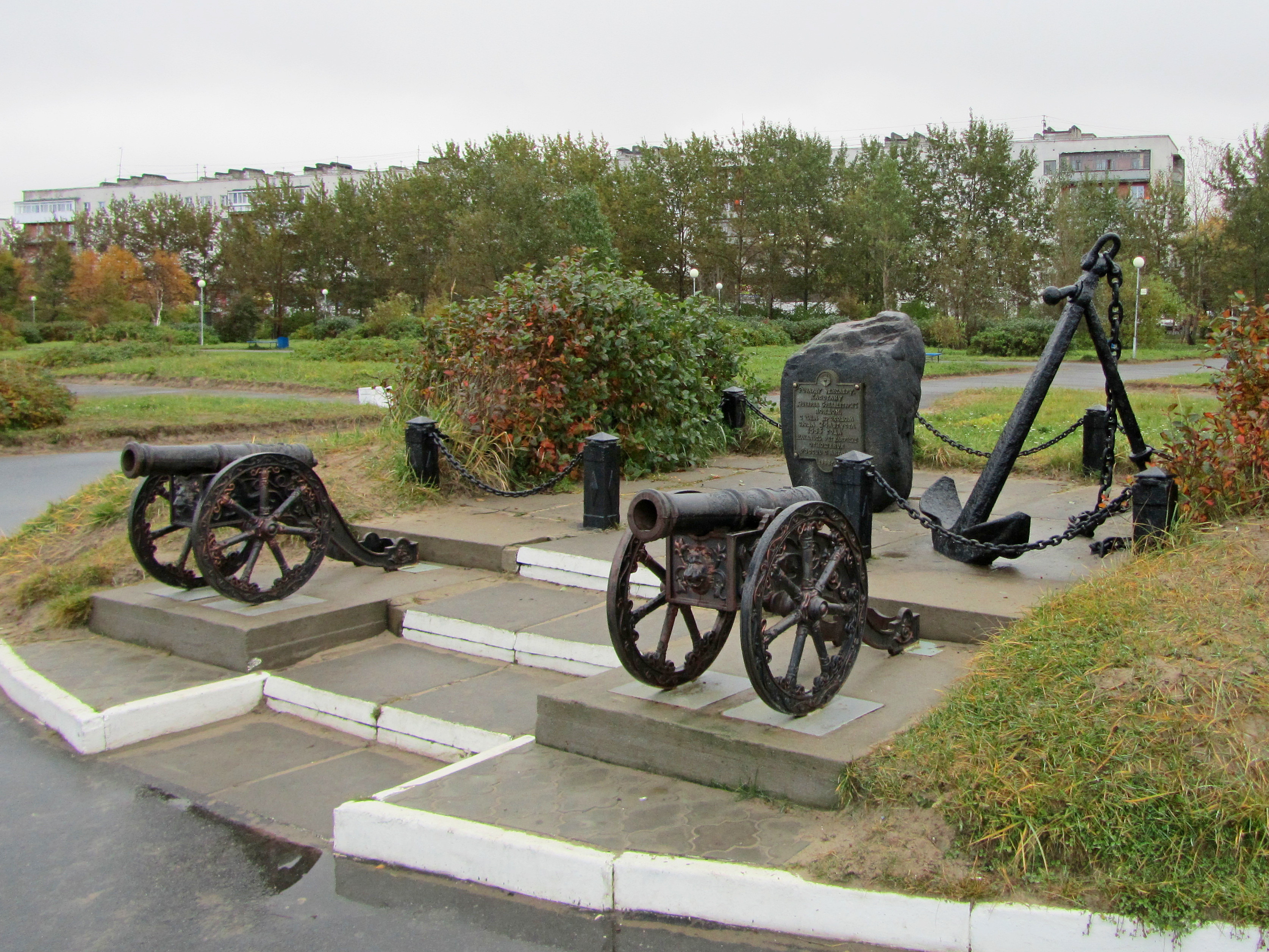
セヴェロドヴィンスクのヤーグリ島にある、リチャード・チャンセラーのモニュメント

チャンセラーがイングランドに帰国した1554年夏、すでにヘンリー8世が没してメアリー1世がイングランド王位を継いでおり、北東航路探検を支援していたノーサンバーランド公はジェーン・グレイ擁立のかどで処刑されていた。しかしチャンセラーに累が及ぶことは無く、イヴァン4世の親書はメアリー1世に手渡された。この航海でロシアへの航路が発見され、さらに東方へ進むための中継基地ができたことは、ヨーロッパ中の探検家に北東航路探検への期待を高めさせるものだった。1552年2月に再発足した貿易商人会社改めモスクワ会社は、同年にチャンセラーを再び白海へ派遣した。チャンセラーらには、「全知全能を傾けて陸路・海路ロシアからカタイ（中国）ヘ至る経路を学び取ること」という指令が与えられていた。このロシア行の際に、チャンセラーは初めてウィロビーがたどった運命を知らされ、彼の日記を回収した。この時、ウィロビーが未知の地（ノヴァヤゼムリャ）を発見していたことも明らかになった。この年の夏、チャンセラーはロシアでイヴァン4世と交渉を重ねて先に約束していた商業特権を確立し、対ロシア貿易の構築に勤しむとともに、さらに北極海を東進して中国へたどり着ける可能性を探った。

### 最後の航海
1556年7月、チャンセラーはロシアの初代駐イングランド大使に任じられたオシプ・ネペヤを伴って帰国の途に就いた。この時の船団は、フィリップ・アンド・メアリー号、エドワード・ボナヴェンチャー号、先の航海でウィロビーらが乗り後に回収されていたボナ・コンフィデンティア号とボナ・エスペランザ号、あわせて4隻からなっていた。しかしノルウェー沿岸を航行する途上で天候が悪化し、船団はトロンハイム・フィヨルドで難を避けることにした。しかしボナ・エスペランザ号は沈没し、ボナ・コンフィデンティア号もフィヨルドに入れたところまでは知られているものの、その後の記録がない。唯一、フィリップ・アンド・メアリー号がフィヨルド内で冬を耐え抜き、1557年にロンドンに到着した。一方、チャンセラーが乗るエドワード・ボナヴェンチャー号はフィヨルドに入ろうとせず、一直線にスコットランド沿岸まで到達した。しかし1556年11月10日、アバディーンに近いピッツリーゴの沖で嵐にあい座礁、チャンセラーを含む船員の大半が落命した。ネペヤ大使らごく一部が生き永らえ、翌年にロンドンに到着した。